# Thomas Lanier Clingman

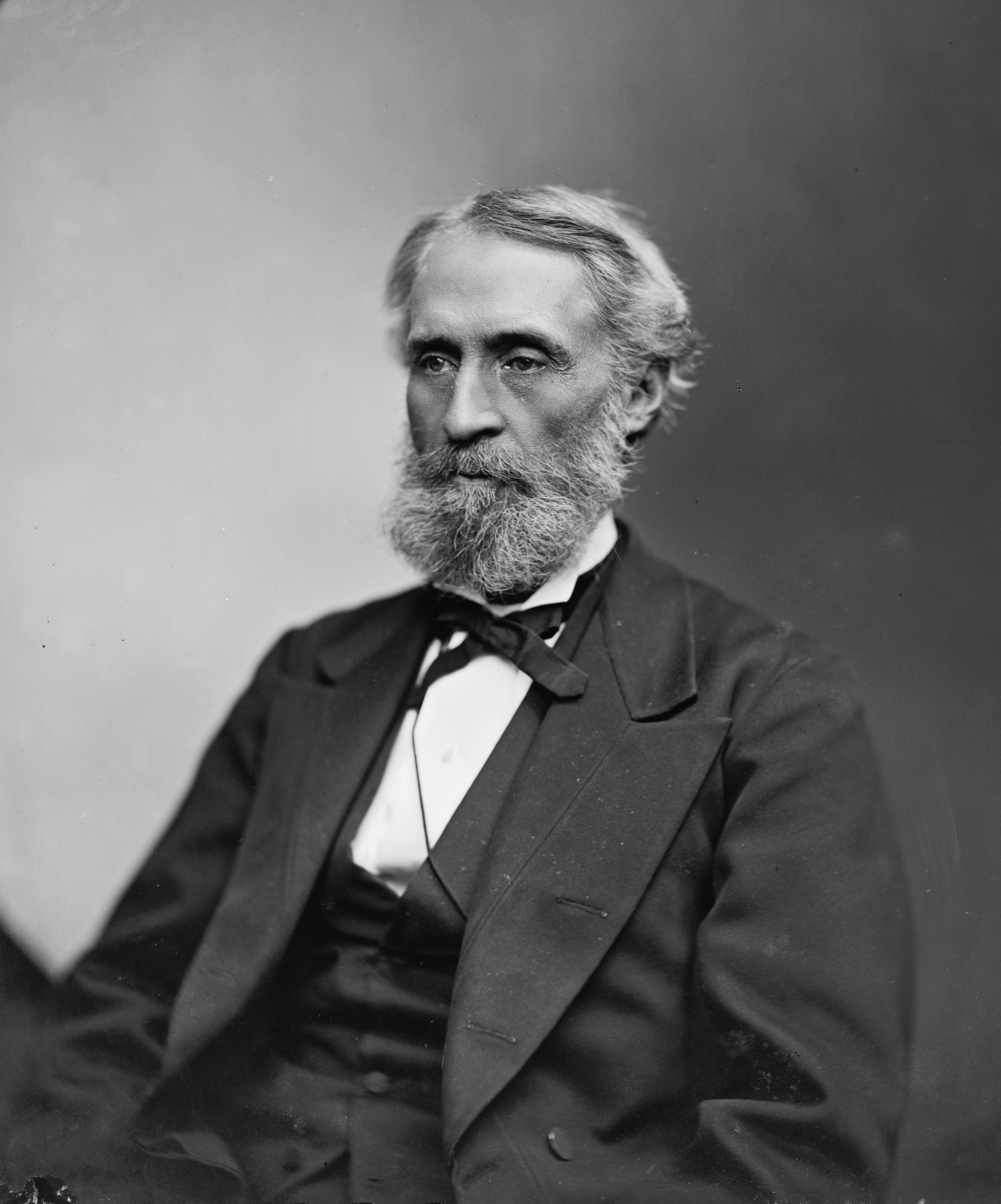
Thomas Lanier Clingman

Thomas Lanier Clingman, född 27 juli 1812 i Huntsville, North Carolina, död 3 november 1897 i Morganton, North Carolina, var en amerikansk general och politiker. Han representerade delstaten North Carolina i båda kamrarna av USA:s kongress, först i representanthuset 1843–1845 samt 1847–1858 och sedan i senaten 1858–1861. Han var först whig och senare demokrat. Han tjänstgjorde som brigadgeneral i Amerikas konfedererade staters armé i amerikanska inbördeskriget. Han kallades "The Prince of Politicians".
Clingman utexaminerades 1832 från University of North Carolina at Chapel Hill. Han studerade sedan juridik och inledde 1834 sin karriär som advokat i Huntsville. Han blev 1835 invald i North Carolina House of Commons, underhuset i delstatens lagstiftande församling. Han var sedan 1840 ledamot av delstatens senat.
Clingman blev 1842 invald i USA:s representanthus. Han kandiderade två år senare utan framgång till omval. Clingman var motståndare till annekteringen av Texas. Demokraten William Lowndes Yancey kritiserade skarpt Clingmans tal i januari 1845 gällande Texas. Clingman uppfattade att Yancey hade sårat hans heder, något som demokraten vägrade att förneka att hade varit meningen. Clingman utmanade Yancey till en duell. Duellen utkämpades med pistoler i Beltsville utanför Washington, D.C. Varken Clingman eller Yancey sårades i duellen.
Clingman tillträdde 1847 på nytt som kongressledamot. Han bytte parti till demokraterna och efterträdde 1858 Asa Biggs i USA:s senat. Clingman uteslöts 1861 ur senaten för att ha stött sydstaternas utträde ur USA. Som brigadgeneral i CSA:s armé deltog Clingman sedan bland annat i slaget vid Cold Harbor.
Clingman gravsattes på Riverside Cemetery i Asheville. Tennessees högsta berg, Clingmans Dome, har fått sitt namn efter Thomas Lanier Clingman.